# Schizonycha feirana
Schizonycha feirana är en skalbaggsart som beskrevs av Louis Albert Péringuey 1908. Schizonycha feirana ingår i släktet Schizonycha och familjen Melolonthidae. Inga underarter finns listade i Catalogue of Life.